# 1904 w sztukach plastycznych
Wydarzenia w sztukach plastycznych i wizualnych w 1904 roku.

## Malarstwo
- Julian Fałat

Przedwiośnie na Podtatrzu – akwarela na papierze, 36x120 cm
- Jacek Malczewski

Krajobraz z Tobiaszem
- Henri Matisse

Luksus, spokój i rozkosz
- Claude Monet

Parlament w Londynie

## Rysunek

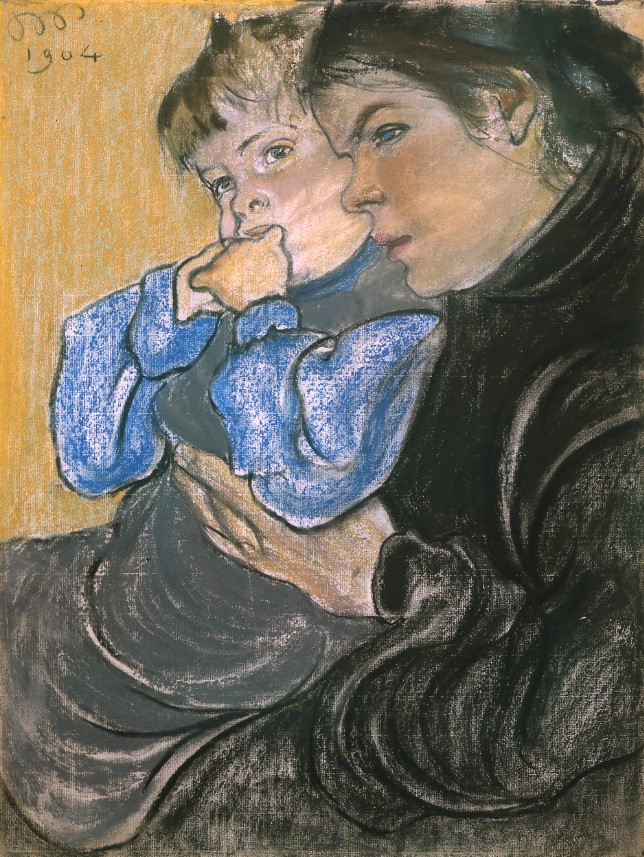
Stanisław Wyspiański Portret żony artysty z synkiem Stasiem

- Stanisław Wyspiański

Portret żony artysty z synkiem Stasiem – pastel na papierze, 61×46,5 cm
Rapsod. Portret sceniczny Andrzeja Mielewskiego – pastel na papierze, 92×60 cm
Widok na Kopiec Kościuszki w Krakowie – pastel na papierze, 48,5×62,5 cm

## Urodzeni
- Władysław Chajec (zm. 1986), polski rzeźbiarz
- Jacek Puget (zm. 1977), polski rzeźbiarz
- Emerik Feješ (zm. 1969), węgierski malarz
- Jan Kaczmarkiewicz (zm. 1989), polski malarz, historyk sztuki
- Jan Wiśniewski (zm. 1977), polski malarz
- 18 stycznia – Michał Bylina (zm. 1982), polski malarz, grafik, ilustrator
- 29 stycznia – Stanisław Hiszpański (zm. 1975), polski malarz i grafik
- 25 lutego – Gino Bonichi (zm. 1933), włoski malarz i ilustrator
- 2 marca – Irena Blühová (zm. 1991), słowacka fotografka
- 29 kwietnia – Karin Luts (zm. 1993), fińska malarka, graficzka i projektantka mebli
- 11 maja – Salvador Dalí (zm. 1989), hiszpański malarz
- 8 sierpnia – Michał Walicki (zm. 1966), polski historyk sztuki
- 28 sierpnia – Jan Sokołowski (zm. 1953), polski malarz
- 17 października – Zbigniew Jan Krygowski (zm. 1992), polski malarz i rzeźbiarz
- 19 października – Adam Stalony-Dobrzański (zm. 1985), polski malarz, grafik i projektant witraży
- 30 października – Karol Tchorek (zm. 1985), polski rzeźbiarz, marszand i kolekcjoner sztuki
- 11 listopada – Rudolf Dischinger (zm. 1988), niemiecki malarz
- 30 listopada – Clyfford Still (zm. 19800), amerykański malarz

## Zmarli
- 6 maja – Franz von Lenbach (ur. 1836), niemiecki malarz
- 13 czerwca – Nikiforos Litras (ur. 1832), grecki malarz
- 25 sierpnia – Henri Fantin-Latour (ur. 1836), francuski malarz i grafik
- 4 października – Frédéric-Auguste Bartholdi (ur. 1834), francuski rzeźbiarz
- 9 października – Wiktor Brodzki (ur. 1826), polski rzeźbiarz
- 15 listopada – Władysław Bakałowicz (ur. 1826), polski malarz